# Marie Nervat
Marie Caussé, de pseudonyme  Marie Nervat, née le 26 juillet 1873 à Bordeaux et morte en 1909 à Palma de Majorque, est une écrivaine française.

## Biographie

### Jeunesse et famille
Marie Caussé est la fille d’Odalie Henriette Lauzit et de son époux Jean Marie Eugène Caussé, négociant. Virginie Ursule Anne Marie Caussé naît à Bordeaux en 1873. En 1887, elle épouse Paul Chabaneix, alors élève au Service de santé de la marine, et futur médecin. Ils sont les parents du poète Philippe Chabaneix.

### Carrière
Sous les pseudonymes de Marie et Jacques Nervat, elle et son mari écrivent La Geste d'accueil (1900, Bibliothèque de l'Effort) et Les Rêves unis (Mercure de France, 1905).
Ils collaborent à la revue Méditerranéenne.
Ils passent quelques années de leur vie en Nouvelle-Calédonie. Ils ont aussi écrit un « roman calédonien », Célina Landrot, fille de Pouembout. La Nouvelle-Calédonie a célébré Jacques Nervat en éditant un timbre à son effigie. En 1981 est publié Poèmes : l'œuvre calédonienne de Marie et Jacques Nervat (Marie et Paul Chabaneix), 1898-1902.
Marie Nervat meurt en 1909 à Palma de Majorque .